# Tongeia potanini
Tongeia potanini is een vlinder uit de familie van de Lycaenidae. De soort is voor het eerst wetenschappelijk beschreven door Sergej Nikolajevitsj Alferaki in een publicatie uit 1889.
De soort komt voor in Malakka.